# Erg Tiffernine
Der Erg Tiffernine (auch Erg Tifernine oder Issaouane n'Tiffernine) ist eine Sandwüste (Erg) der Sahara in der südalgerischen Provinz Illizi.

## Topografie
Der Erg Tiffernine ist mit einer Fläche von rund 4800 km² ein Ausläufer des östlich anschließenden und deutlich größeren Erg Issaouane, mit dem er über eine etwa 16 km breite Engstelle verbunden ist.
Der Erg Tiffernine weist eine charakteristische Amphorenform auf, weshalb er auf Satellitenbildern leicht identifizierbar ist. In Nord-Süd-Richtung erstreckt er sich über rund 150 km Länge, die Breite erreicht maximal 47 km. Im Südwesten, Süden und Osten wird der Erg von den westlichsten Ausläufern des Tassili n’Ajjer-Gebirge umrahmt. Im Nordosten setzt er sich in den Erg Issaouane fort. Die Nordwestgrenze wird vom breiten Oued Igharghar gebildet.
Die Umrahmung und die Festgesteinsbasis des Erg Tiffernine weisen Höhen von 400 bis 530 m auf. Die darüber aufgebauten Dünen sind die höchsten der gesamten Sahara und erreichen Höhen bis zu 420 m. Gemäß anderen Quellen sind die höchsten Dünen des Erg Tiffernine 465 m hoch und gelten als die fünfthöchsten Dünen der Erde.
Die höchsten Dünenkämme liegen bei 870 m. Innerhalb des Ergs sind zahlreiche tiefe abflusslose Senken (Sebkhas) ohne Sandbedeckung ausgebildet, deren Höhenlage jener der Umrahmung des Ergs entspricht. Daraus ist ersichtlich, dass unterhalb der Sanddünen des Erg Tiffernine keine Aufragungen des festen Untergrundes bestehen.

## Besiedelung
Innerhalb des Ergs gibt es keinerlei Siedlungen und Verkehrswege. Entlang der Ostseite des Erg Tiffernine verläuft die Gräberfeld-Piste.
Im Südteil des Ergs finden sich auf der Festgesteinsbasis der Sebkhas einzelne Hügelgräber als Zeugen einer neolithischen Besiedlung.
Am Fuß der Ostflanke, unterhalb der höchsten Erhebung, wurden Reibschalen und Läufersteine gesichtet, hier wurde also Korn gemahlen.

## Vegetation
Der Erg Tiffernine ist mit Ausnahme einzelner Bäume in den Sebkhas vollkommen vegetationslos.